# Cotinga à tête rousse
Ampelion rufaxilla
Espèce
Statut de conservation UICN

 LC  : Préoccupation mineure
Le Cotinga à tête rousse (Ampelion rufaxilla) est une espèce d'oiseaux de la famille des Cotingidae.

## Habitat
Cet oiseau vit dans les forêts tropicales et subtropicales humides de montagne (partie nord des Andes).

## Sous-espèces
D'après Alan P. Peterson, il existe deux sous-espèces :
- Ampelion rufaxilla antioquiae  (Chapman) 1924
- Ampelion rufaxilla rufaxilla  (Tschudi) 1844